# アラン4世 (ブルターニュ公)

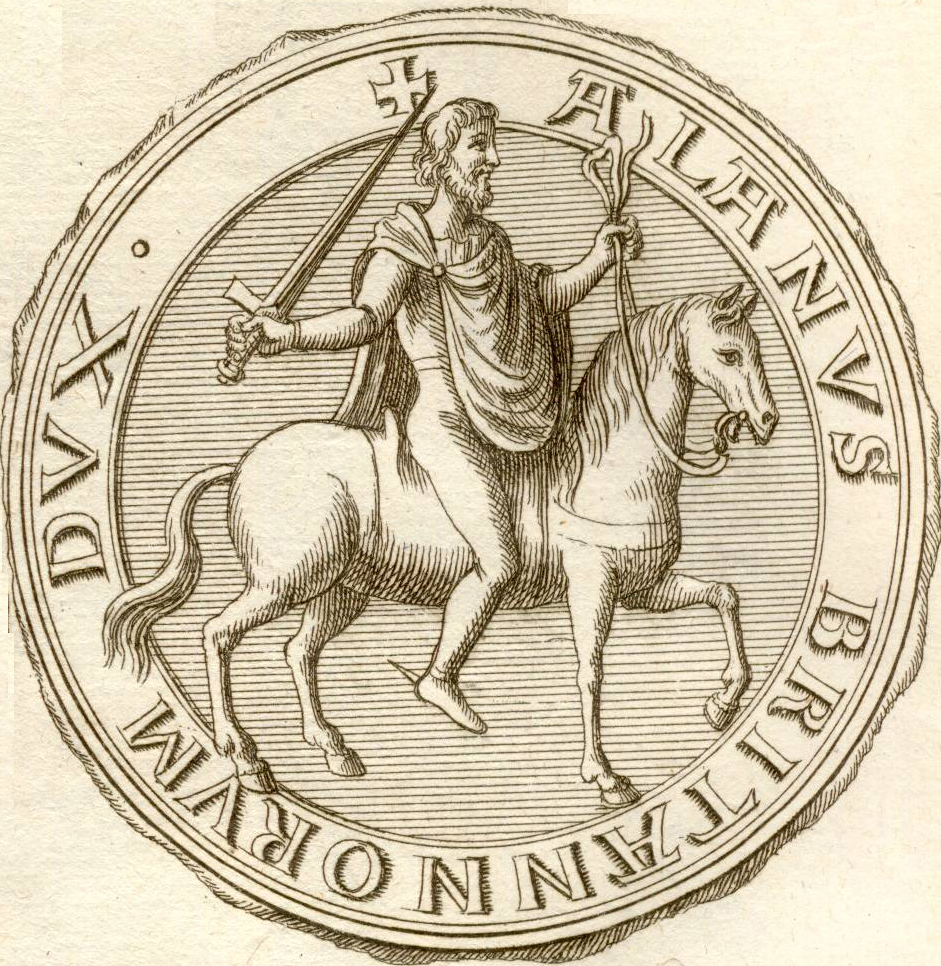
アラン4世のシール

アラン4世若公（Alain IV de Bretagne、Alain FergentまたはFergant, Fergan, Fergandus, Fergens · 、ブルトン語:Alan IV、1060年頃 - 1119年10月13日）は、ブルターニュ公。オエル2世とアヴォワーズ・ド・ブルターニュの子。コルヌアイユ伯、レンヌ伯、ナント伯となり1084年にブルターニュ公となった。

## 生涯
シャトーラン城で誕生した。アラン4世はブルトン語を話した最後のブルターニュ公と呼ばれている。1072年、母アヴォワーズが死去し、ブルターニュ公位を継承したが、未成年であったため、1084年まで父オエル2世が摂政としてブルターニュを支配した。
1084年、彼は亡き父と祖父が行ったカンペルレのサント・クロワ修道院に対する全ての寄進について追認している。しかし同じ年、彼はランデヴェネック修道院に水車と水門、そしてシャトーランの漁場を寄進している。
アラン4世はレンヌ伯領におけるブルターニュ公の宗主権を復元させなければならなかった。コナン2世の異母弟ジョフロワ・グレノナ（アラン3世の庶子）が存命中はレンヌ伯を継承していたからである。
1084年以降、彼は自軍の先頭にたってレンヌを攻略、グレノナをカンペールへ送り、同年のうちにグレノナが死亡したため、アラン4世はレンヌ伯の称号を回復した。
同年、彼は実弟マティアスをナント伯に任命し、彼らの伯父である司教ブノワ・ド・コルヌアイユに忠実に支えられた。1103年にマティアスが子どものないまま死去すると、ナント伯領はブルターニュ公領に帰した。
1086年か1087年、アラン4世は最初の妃としてウィリアム征服王の娘コンスタンスを娶った。彼女とは子どもがなく、コンスタンスは1090年に急逝した · 。
1093年、アンジュー伯フルク4世の長女でフルク3世・ネラの孫娘にあたり、アキテーヌ公ギヨーム9世と離婚したエルマンガルド・ダンジューと再婚した。アランは自らが生まれた、公国のブルトン語地域に滞在することを好んだ。オーレーの城、そしてサント・クロワ修道院（叔父のブノワが院長を務めていた）近くのカルノエトで暮らすことを特に望んだ。
公国が平穏であるためアラン4世はローマ教皇ウルバヌス2世の召還に応じ、ブルトン人領主たちを引き連れ1096年夏、第1回十字軍に参加した。アラン4世は5年もの間公国を留守にし、その間公国は妃エルマンガルドの強力な主権のもとに置かれていた。
十字軍から帰国すると、信仰篤い妃の影響を受けたアラン4世は、徐々に信仰に重きをおくようになり、1100年から1112年にかけての14の法令のうち7つは、ロワール川渓谷においての修道院設立に関わるものだった。トゥールのマルムーティエ修道院、アンジェのサン・セルジュ修道院とサン・ニコラ修道院などである。
精神世界に向けた彼の行動は、イングランド王ヘンリー碩学王とその実兄ノルマンディー公ロベールと争いからアラン4世を守ることはできず、彼は1106年のタンシュブレーの戦いに参加した。イングランドへのブルトン貴族の定着が続いた。ヘンリー1世はオリヴィエ・ド・ディナン、ギヨーム・ドービニー、アラン・フィツフラーに土地を授けた。
年代記作家オルデリック・ヴィタリスによれば、1113年3月、フランス王ルイ肥満王とヘンリー1世の会談のさなか、フランス王は、「ブルターニュの特権を認め」（concède le Bretagne）たとしてアラン4世をヘンリー1世直属の家臣と呼んだ。当時ヘンリー1世の庶子マティルダとアラン4世公子コナンを婚約させていたので、ブルターニュ公は「イングランド王に朝貢する臣下」（homme lige du roi des Anglais）であった。病を得たアラン4世は、息子コナンに政治を託した。コナンは1115年にブルターニュ公として最初の証書を発した。
アラン4世はルドンのサン・ソヴール修道院に隠棲し、1119年にそこで没した。

## 子女
1086年、コンスタンス・ド・ノルマンディーと結婚したが、1090年に死別した。
1090年から1095年の間にガティネおよびアンジュー伯フルク4世の娘で、アキテーヌ公ギヨーム9世と離婚したエルマンガルド・ダンジューと再婚し以下3子をもうけた。
- コナン3世
- ジョフロワ - 1116年にエルサレムで死去
- アニェス - 1110年頃、フランドル伯ボードゥアン7世と結婚。

氏名不詳の愛妾との間に1子をもうけた。
- ブリアン・フィトクール（1147年または1150年没） - ウォリングフォード領主。無政府時代に皇后マティルダの支持者であった。